# Serieåret 1921

## Födda
- 17 januari – Antonio Prohías (död 1998), kubansk-amerikansk serieskapare, mest känd som skaparen av Spy vs. Spy (X & Y).
- 19 januari – John Tartaglione (död 2003), amerikansk serietecknare.
- 4 mars – John Ryan, brittisk serieskapare, mest känd för Captain Pugwash.
- 26 mars – Björn Karlström (död 2006), svensk tecknare och serieskapare.
- 3 juni – Bob LeRose (död 2006), amerikansk serietecknare.
- 26 juni – Warren Kremer (död 2003), amerikansk serieskapare.
- 29 juni – Eldon Dedini (död Serieåret 2006), amerikansk serieskapare.
- 5 juli – Bill Yates (död 2001), amerikansk serieskapare.
- 9 juli – Tony DiPreta, amerikansk serietecknare.
- 7 augusti – Maurice Tillieux (död 1978), belgisk serieskapare.
- 22 september – Will Elder (död 2008), amerikansk serietecknare och illustratör.
- 25 september – Jacques Martin (död 2010), fransk serieskapare.
- 20 oktober – Bob Gregory (död 2003), amerikansk serieskapare.
- 29 oktober – Bill Mauldin (död 2003), amerikansk skämttecknare.
- 9 november – Stan Drake (död 1997), amerikansk serietecknare.
- 4 december – Art Saaf (död 2007), amerikansk serietecknare.
- 6 december – Joe Edwards (död 2007), amerikansk serietecknare.
- 10 december – Matt Baker (död 1959), amerikansk serietecknare.
- 12 december – Einar Lagerwall (död 1992), svensk illustratör och serietecknare.
- 15 december – Al Plastino (död 2013), serietecknare från USA.
- 26 december – John Severin (död 2012), amerikansk serietecknare.